# 佐多岬灯台
佐多岬灯台（さたみさきとうだい）は、鹿児島県大隅半島の先端にある佐多岬の沖、大輪島の断崖上に立つ、白亜の大型灯台で、「日本の灯台50選」にも選ばれている。また、この岬は九州の最南端にあり、日本本土最南端と記した標柱も立てられ、周辺は、霧島錦江湾国立公園に含まれ、太平洋を望む景勝地。

## 歴史
- 1866年（慶応2年）5月 - アメリカ、イギリス、フランス、オランダの4ヶ国と結んだ「改税条約」（別名、江戸条約）によって建設することを約束した8ヶ所の灯台（観音埼、野島埼、樫野埼、神子元島、剱埼、伊王島、佐多岬、潮岬）の一つ。これらを条約灯台とも呼ぶ。
- 1871年11月30日（明治4年10月18日） - 完成、初点灯[1]。日本の「灯台の父」と呼ばれるリチャード・ヘンリー・ブラントンが設計・指導した鉄造灯台だった。
- 1945年（昭和20年）3月18日 - 太平洋戦争の攻撃で破壊される。
- 1950年（昭和25年）5月 - コンクリート造で、再建された。
- 1952年（昭和27年）1月23日 - 電化される。
- 1954年（昭和29年）、日本各地で核実験由来の放射性物質を含む降雨。飲料水を天水に頼っていた灯台関係者に放射線障害が出る[2]。
- 1980年（昭和55年）4月24日 - 無線方位信号所（レーマークビーコン）が設置される。
- 1985年（昭和60年）2月21日 - 無人化される。
- 2008年（平成8年）4月10日 - 無線方位信号所（レーマークビーコン）廃止[3]。

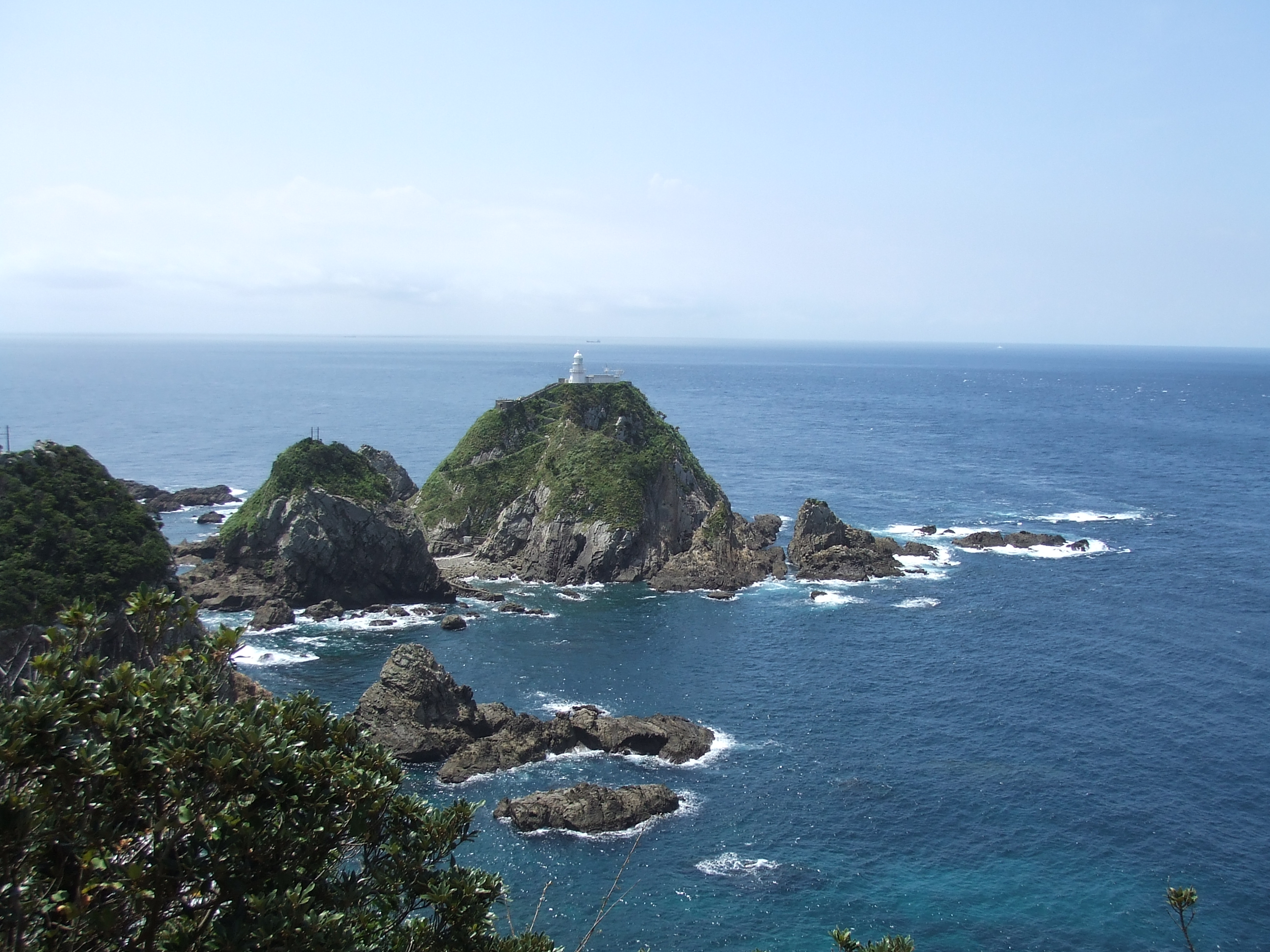
灯台のある大輪島の周辺環境

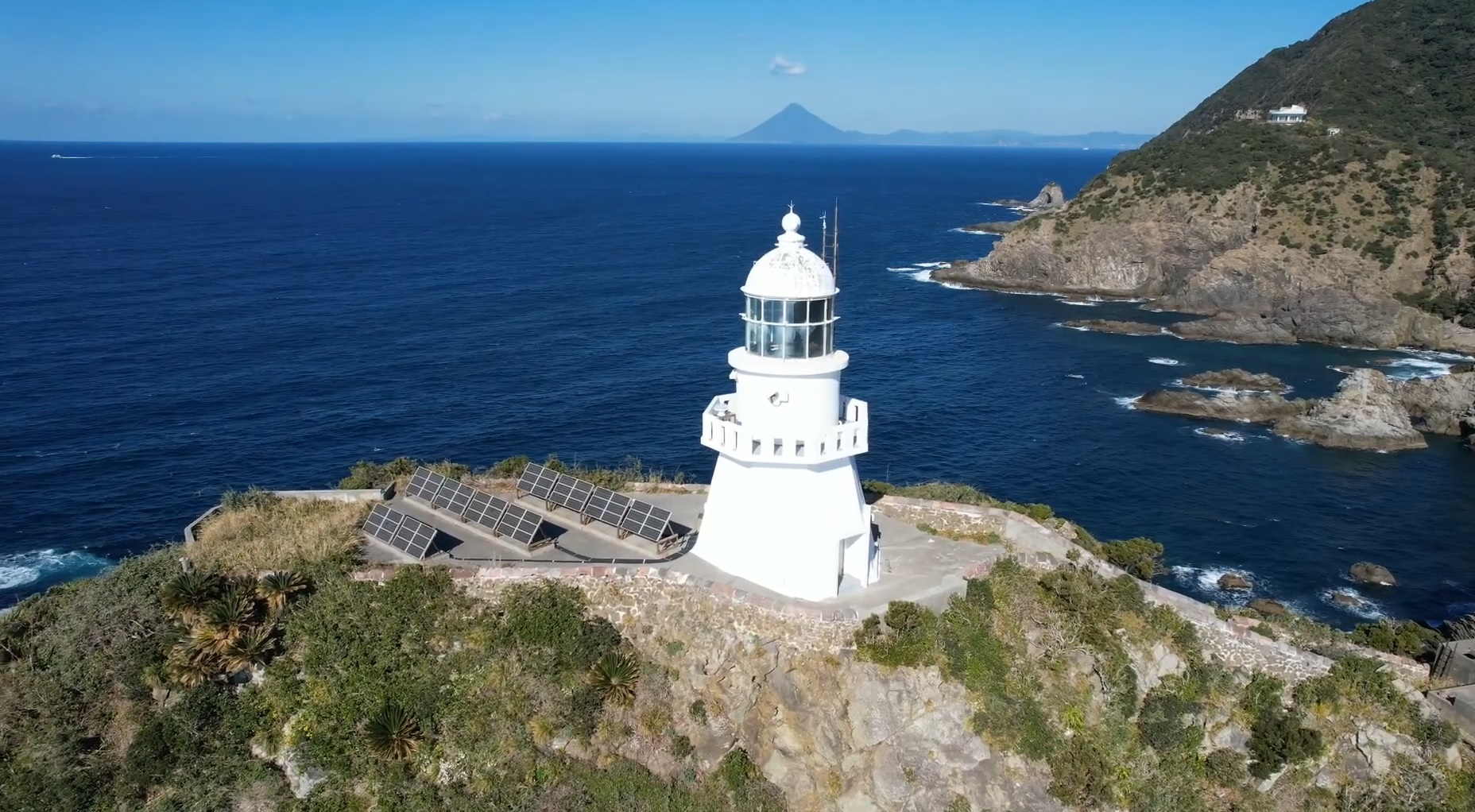

## 周辺施設
- 佐多岬展望公園
- 御崎神社